# Mermessus
Mermessus là một chi nhện trong họ Linyphiidae.